# Apollo 5
Apollo 5 (cunoscut și sub denumirea de AS-204), a fost primul zbor fără echipaj al Modulului Lunar Apollo (LM), care mai târziu va transporta astronauții pe suprafața lunară. S-a ridicat la 22 ianuarie 1968, cu o rachetă Saturn IB pe un zbor orbital al Pământului.